# Carl Bardili

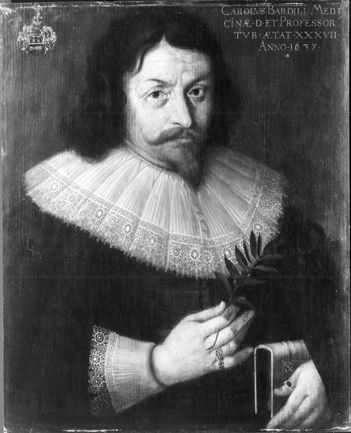
Carl Bardili 1637, Ölporträt auf Holz von Conrad Melperger in der Tübinger Professorengalerie. Die Inschrift weist Bardili als Doktor der Medizin und Professor in Tübingen aus.

Carl Bardili (auch Karl Bardili; * 26. Mai 1600 in Stuttgart; † 8. November 1647 in Tübingen) war ein deutscher Mediziner, Lehrstuhlinhaber für Medizin an der Universität Tübingen und Leibarzt von Herzog Eberhard III.

## Herkunft
Carl Bardilis Großvater Francois Bardilly, ein Lutheraner, war nach 1565 aus Dole im Burgund in die Markgrafschaft Baden-Durlach eingewandert. 1565 hatte Markgraf Karl II. seine Residenz von Pforzheim nach Durlach verlegt. Daraufhin erlebte die Stadt einen wirtschaftlichen und kulturellen Aufschwung. Viele Zuwanderer flohen wegen erlittener Glaubensverfolgung in ihrer Heimat Frankreich über den Rhein. Zu den Protestanten zählten vorwiegend Lutheraner, Hugenotten und Calvinisten. Carl Bardilis gleichnamiger Vater Carl Bardili (* 1569 in Durlach, † 1609 in Stuttgart) trug bereits den eingedeutschten Familiennamen Bardili.
- Siehe auch die Bartholomäusnacht in Paris, Glaubenskriege.

## Leben

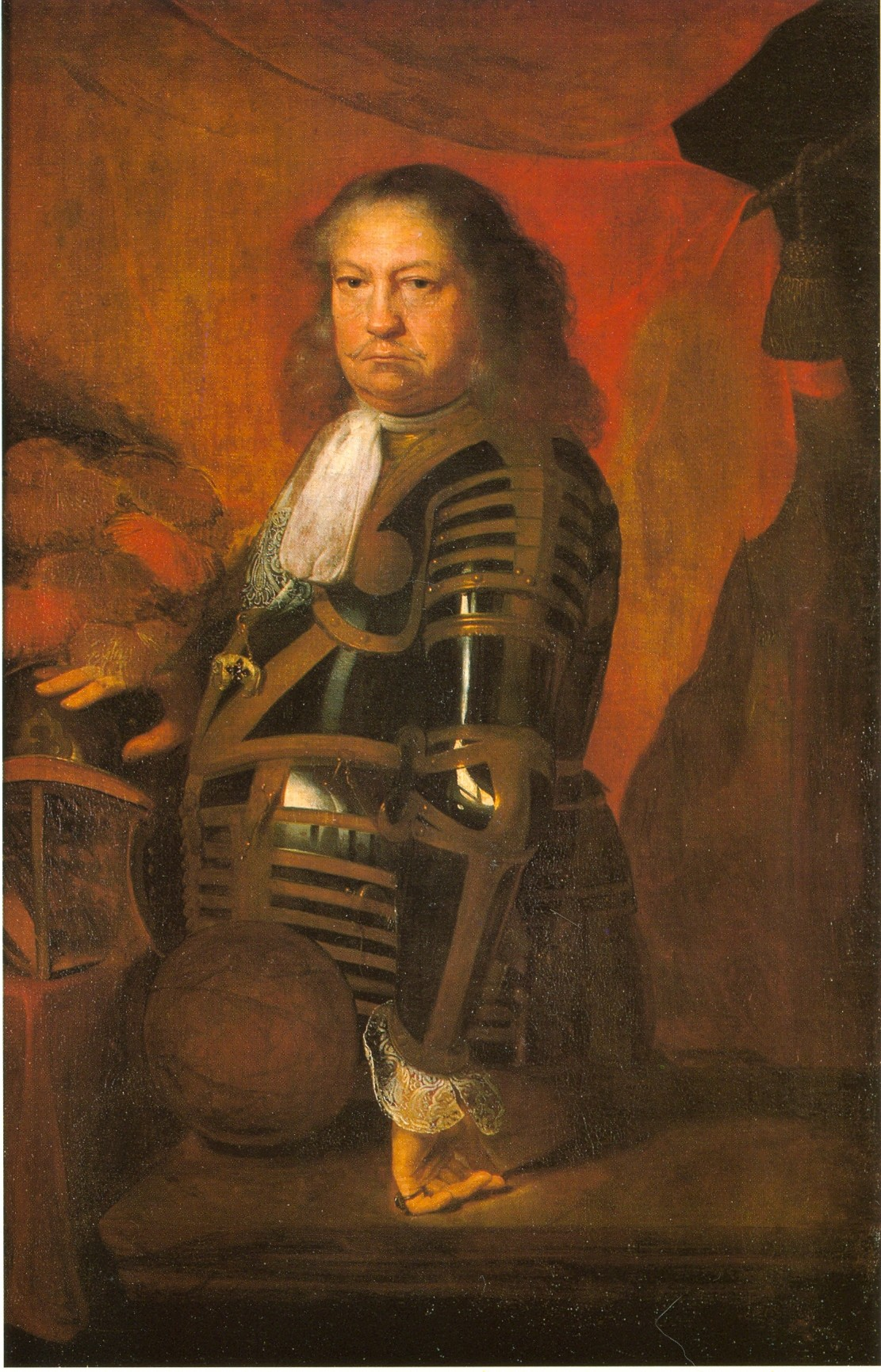
Herzog Eberhard III. von Württemberg

Carl Bardili kam als Zögling an das Evangelische Stift Tübingen und studierte Theologie an der Eberhard Karls Universität Tübingen. Als Stiftsrepetent und „angehender Pfarrer“ stand ihm eine rühmliche, gesicherte Zukunft bevor. Seine heimliche Eheschließung mit Regina Burckhardt im August 1625 wurde in Tübingen jedoch missbilligt. Damit war Bardilis Karriere als Theologe beendet.
Der hinausgeworfene Stiftsrepetent arbeitete sich in kurzer Zeit zu einem berühmten Mediziner hoch. Er ging nach Straßburg, absolvierte dort ein Medizinstudium und wurde schon nach zwei Jahren promoviert. Danach wurde er Leibarzt des württembergischen Herzogs Eberhard III. und erhielt 1635 einen der beiden Lehrstühle für Medizin in Tübingen. Er bekleidete zweimal das Amt des Rektors der Eberhard Karls Universität, in den Jahren 1639 und 1643.
Im November 1647, ein Jahr vor dem Ende des Dreißigjährigen Krieges, starb Bardili im Alter von 47 Jahren überraschend an den Folgen einer akuten Infektionskrankheit.

## Ehe und Nachkommen

### Heirat
Am 14. August 1625 vermählte sich Bardili mit der ein Jahr älteren Regina Burckhardt, die im fünften Monat schwanger war. Regina Burckhardt (* 5. November 1599 in Tübingen; † 31. Dezember 1669 in Tübingen) war die jüngste Tochter aus der zweiten Ehe des Tübinger Rhetorikprofessors Georg Burckhardt. Ihr ging ein zweifelhafter Ruf voraus, da sie 1622 ein uneheliches Kind geboren hatte, das von einem Studenten stammte und im selben Jahr gestorben war. Das Paar heiratete deshalb heimlich im „Ausland“: in Pfäffingen, einem nur wenige Kilometer entfernten Dorf, das nicht zu Württemberg gehörte. Die Eheschließung des jungen Theologen fand somit ohne Erlaubnis der Kirchenoberen statt. Als dies in Tübingen bekannt wurde, war Bardilis Karriere als Theologe zu Ende.
Regina Bardili wurde später von ihren Zeitgenossen als eine „seltene und starke Persönlichkeit“ gewürdigt.

### Kinder
Aus der Ehe des Paares gingen elf Kinder hervor, die alle in Tübingen geboren wurden:
- Maria Magdalena Bardili (* 5. Januar 1626; † um 1627/1630 in Tübingen)
- Georg Conrad Bardili (* 26. Januar 1627; † 28. Dezember 1697 in Tübingen), Mediziner ⚭ Catharina Barbara Kälblins († 1700)
- Christine Bardili (* 22. März 1628; † 9. Oktober 1685 in Tübingen) ⚭ Johann Conrad Brotbeck (* 29. August 1620; † 22. Februar 1677), Mediziner
- Burkardt Bardili (* 11./12. Oktober 1629; † 10. April 1692 in Tübingen) ⚭ Justine Eckher (* 5. Januar 1633; † 25. Oktober 1705)
- Maria Magdalena Bardili (* 16. Dezember 1630; † 10. Mai 1702 in Brenz an der Brenz)

⚭ David Scheinemann  (* 18. Juni 1628; † 4. März 1676), Jurist, Professor in Tübingen, Eltern von David Scheinemann
- Johann Joachim Bardili (* 18. November 1633; † 27. April 1705 in Blaubeuren), Prälat ⚭ Anna Catharina Gräter († 1705)
- Sibylla Agnes Bardili (* 15. Mai 1635; † 19. Mai 1651 in Tübingen)
- Regina Bardili (* 6. August 1636; † 5. September 1638 in Tübingen)
- Deodata Bardili (* 19. Oktober 1637; † 31. März 1638 in Tübingen)
- Andreas Bardili (* 21. Oktober 1639; † 28. Juli 1700 in Stuttgart), Oberrat

⚭ Anna Catharina Wild (* 21. April 1643; † Juli 1690), Tochter von Erhard Wild, Bürgermeister in Tübingen
⚭ Ursula Dorothea Weikersreuter, Witwe des Geheimen Rates Philipp Scheffers (heiratet als Witwe Johann Rudolf Seuberts)
- Karl Bardili (* 27. Januar 1641; † 12. Juli 1711 in Göppingen), Stadt- und Amtsphysikus in Göppingen

⚭ Christiane Kurrer (* 25. Dezember 1646; † 23. Dezember 1691)
⚭ Helena Cordula Faber († 1698)
Zwei Söhne wurden Professoren in Tübingen, zwei Töchter heirateten Tübinger Professoren.

## Würdigung
In der Tübinger Haaggasse 19 erinnert eine Gedenktafel an Regina Burckhardt-Bardili und ihren Bruder Andreas Burckhardt.